# 魏聖洛

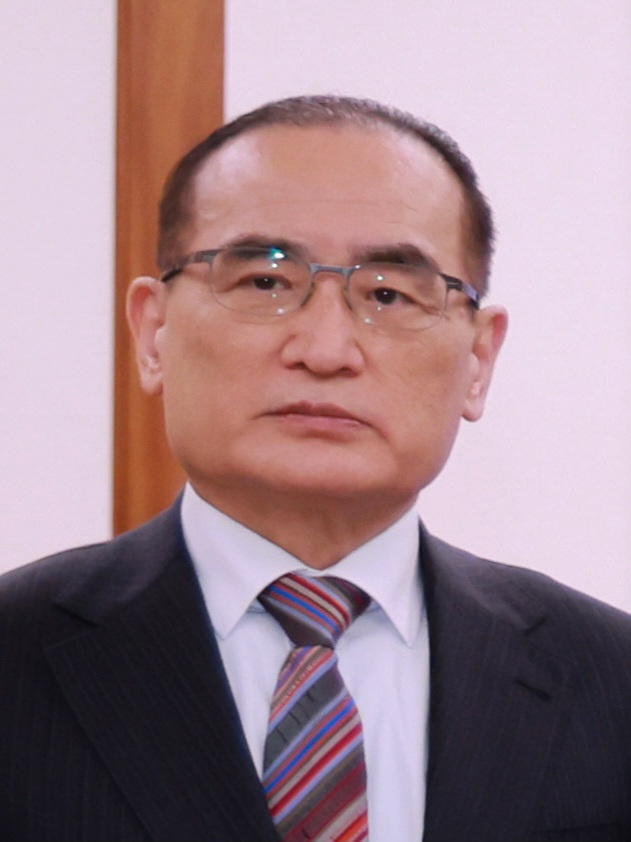
2025年

魏 聖洛（ウィ・ソンナク、ウィ・ソンラク、朝鮮語: 위성락、1954年9月14日 - ）は、大韓民国の外交官、政治家。第9代国家安保室長。第11代駐ロシア大韓民国大使、第22代韓国国会議員を歴任。本貫は長興魏氏。

## 経歴
全羅南道長興郡冠山邑生まれ、全羅北道益山郡育ち。南星高等学校、ソウル大学校外交学科卒。駐ロシア大韓民国大使館書記官、外務部（現・外交部）東欧課課長、駐アメリカ合衆国大韓民国大使館参事官、外交通商部北米局長、外交通商部長官特別補佐官、国家安全保障会議政策調整官、駐アメリカ合衆国公使、第11代駐ロシア大使、6カ国協議韓国首席代表、韓半島平和交渉本部長、朝鮮半島平和づくり財団事務総長などを務めた。2022年大統領選挙では共に民主党の李在明候補の選対委に参加し、実用外交委員会委員長として文在寅元大統領の外交政策を批判した。その後、2024年の第22代総選挙で共に民主連合の比例代表として出馬・当選し、国会議員となった。2025年6月4日、李在明大統領により国家安保室長に任命された。

## エピソード
2003年12月末、外交部門の中核である北米3課長の趙賢東が会食途中、盧武鉉大統領を卑下する発言をした。これは元々外交通商部の内部でこっそりと処理されたが、のちにある外交部職員の投書により青瓦台に知らせられた。青瓦台側は激怒したため、趙はもちろん、尹永寛外交通商部長官と魏北米局長も同時に解任された。